# Venice Challenger 1992
Il Venice Challenger 1992 è stato un torneo di tennis facente parte della categoria ATP Challenger Series nell'ambito dell'ATP Challenger Series 1992. Il torneo si è giocato a Venezia in Italia dal 7 al 13 settembre 1992 su campi in terra rossa.

## Vincitori

### Singolare
Thomas Muster ha battuto in finale  Marcos Górriz con il punteggio di 6–4, 6–1

### Doppio
Johan Donar /  Ola Jonsson hanno battuto in finale  Cristian Brandi /  Federico Mordegan con il punteggio di 6–3, 6–2